# 禅雲寺
禅雲寺（ぜんうんじ、ソヌンサ、선운사）は、大韓民国全北特別自治道高敞郡雅山面にある仏教寺院。韓国仏教の最大宗派である曹渓宗（大韓仏教曹渓宗）の第24教区本寺。

## 歴史
曹渓宗（大韓仏教曹渓宗）は寺の創建を577年（百済威徳王24年）としている。曹渓宗は百済の寺と認識しているが、新羅の真興王が創建したとの説もある。1707年に書かれた『兜率山禪雲寺創修勝蹟記』によると、真興王が王位を辞した初夜に左邊窟（真興窟）で寝た際、夢の中で弥勒三尊仏が岩を破って出るのを見たのに感動し、重愛寺を創建したが、それがのちの禅雲寺であるとする。
李氏朝鮮の太宗による1407年（太宗7年）の仏教弾圧の際、存続を許された88寺院の中に長沙禅雲寺の名前があり、禅雲寺は存続を許された。なお長沙禅雲寺の宗派は天台宗になっている。しかし世宗による1424年（世宗6年）の仏教弾圧の際は、存続を許された36寺院の中に名前がなく、廃寺になったようである。
日明戦争の際に消失したが、1614年（光海君6年）から6年かけて再建された。
地元の子供と文化人を招いた文化祭「椿の花祭り」を行われている。
MBCテレビのドラマ「チャングムの誓い」のロケ地で有名になった。

## 文化財[2]
- 金銅菩薩坐像(宝物279号)
- 兜率庵(トソルアム)の地蔵菩薩坐像（宝物280号）
- 大雄宝殿（宝物290号）
- 懺堂庵(チャムダンアム)の地藏菩薩坐像(全北特別自治道有形文化財第33号)
- 椿の林(天然記念物第184号)